# Привалье (Ивановская область)
Прива́лье — деревня в Палехском районе Ивановской области. Входит в Пеньковское сельское поселение.

## География
Находится в северо-восточной части Палехского района, в 24,3 км к северо-востоку от Палеха (27,2 км по автодорогам). За восточной околицей деревни начинается пойма реки Лух.

## Население
| 1859 | 1905 | 2010 |
| ---- | ---- | ---- |
| 75   | ↘72  | ↘2   |